# Arab leopárd
Az arab leopárd vagy arábiai leopárd (Panthera pardus nimr) a ragadozók (Carnivora) rendjébe és a macskafélék (Felidae) családjába tartozó leopárd (Panthera pardus) egy alfaja.

## Előfordulása
Az aráb leopárd Izraelben, Szaúd-Arábiában, Egyesült Arab Emírségekben, Jemenben és Ománban él. Zárkózott és félénk teremtmény: magányos vadász. A szélsőséges környezet miatt a faj feltehetőleg sohasem volt túl elterjedt, de az emberekkel való konfliktusa és a vadászat miatt egyedszáma vészesen csökken. Viselkedéséről és életmódjáról viszonylag keveset tudni, kutatását a terepviszonyok is nehezítik.

## Megjelenése
Az arab leopárd a legkisebb termetű leopárd-alfaj. A hím tömege 30 kg, a nőstényé 20 kg körüli. Azonban ígyis az Arab-félsziget legnagyobb macskaféléje.
Bundájának színe a halványsárgától a sötétaranyig terjed, lehet sárgásbarna vagy szürke is, rozettákkal tarkítva.

## Életmódja
Az arab leopárd többnyire éjjeli életmódot folytat, bár néha nappal is látható. Étrendje a kis-és közepesméretű prédákra koncentrálódik, a nagyobb prédák tetemét barlangba viszi, nem pedig fára. Főbb prédái az arab gazella, a núbiai kőszáli kecske, a fokföldi nyúl, a fokföldi szirtiborz, az indiai sül, a sivatagi sün, kisebb rágcsálók, madarak és rovarok. Mivel az ember miatt lecsökkent a patásprédák száma, ezért a leopárdok rátértek a kisebb prédákra és a házi jószágokra (mint amilyen a kecske, juh, szamár és fiatal teve).

## Természetvédelmi helyzete
Becslések szerint az Arab-félszigeten élő leopárdok száma nem több 200 egyednél. Veszélyezteti az élőhelyek eltűnése és fragmentációja, a prédaállomány túlzásba vitt vadászat miatti csökkenése, a csapdázás és a házi jószágok védelmében történő megölés. A Természetvédelmi Világszövetség a súlyosan veszélyeztetett kategóriába sorolja.

## Képek
|  |  |  |  |  |  |

## Fordítás
- Ez a szócikk részben vagy egészben  az   Arabian leopard című angol Wikipédia-szócikk fordításán alapul.  Az eredeti cikk szerkesztőit annak laptörténete sorolja fel. Ez a jelzés csupán a megfogalmazás eredetét és a szerzői jogokat jelzi, nem szolgál a cikkben szereplő információk forrásmegjelöléseként.